# FC Homburgo
El FC Homburgo es un club de fútbol alemán de la ciudad de Homburgo, Sarre. El club fue fundado el 15 de junio de 1908 con el nombre de Fussball Club Homburg por un grupo de 17 jóvenes en el pub local "Hohenburg". Actualmente juega en la Regionalliga

## Historia
Ganó su primer título en el año 1913, aunque en sus primeros años pasaron en la Segunda División hasta que desapareció el 27 de agosto de 1936. El 5 de marzo de 1937 fue creado el VfL Homburg por miembros de los equipos Turnverein 1878 Homburg, Schwimmverein Homburg, Kraftsportverein Homburg, Boxclub Homburg, Tennis-Club Homburg, además del club desaparecido.
Al finalizar la Segunda Guerra Mundial, las autoridades aliadas desaparecieron a todas las instituciones en Alemania, incluyendo a las deportivas, siendo el club reconstruido como Sportverein Homburg, ganando un título en 1948 y cambiando al nombre actual en 1949.
Sarre hizo varios intentos para declararse independiente de Alemania o unirse a Francia, siendo a nivel deportivo naciones aparte, demostrado en las olimpiadas de Helsinki 1952 y en las eliminatorias rumbo al mundial de Suiza 1954, y el 1. FC Saarbrücken jugaba en la Ligue 2 de Francia. Entre 1949 y 1952 el Homburg formó parte de la Saarland Ehrenliga como FC Homburg-Saar, retornando al fútbol alemán luego de una negociación en 1956.

## Palmarés
- Campeonato Amateur de Alemania: 1

1983
- 2. Bundesliga: 1

1986
- Oberliga Südwest: 5

1982, 1984, 2010, 2012, 2018
- Amateurliga Saarland: 3

1948, 1957, 1966
- Saarland Cup: 4

1983, 2001, 2006, 2008

## Temporadas recientes
Estas son las temporadas del club desde 1999:
| Temporada | Liga                 | División | Puesto |
| 1999–2000 | Oberliga Südwest     | IV       | 3º     |
| 2000–01   | Oberliga Südwest     | IV       | 4º     |
| 2001–02   | Oberliga Südwest     | IV       | 9º     |
| 2002–03   | Oberliga Südwest     | IV       | 12º    |
| 2003–04   | Oberliga Südwest     | IV       | 4º     |
| 2004–05   | Oberliga Südwest     | IV       | 4ºº    |
| 2005–06   | Oberliga Südwest     | IV       | 2º     |
| 2006–07   | Oberliga Südwest     | IV       | 4º     |
| 2007–08   | Oberliga Südwest     | IV       | 7      |
| 2008–09   | Oberliga Südwest     | V        | 2º     |
| 2009–10   | Oberliga Südwest     | V        | 1st ↑  |
| 2010–11   | Regionalliga West    | IV       | 17º ↓  |
| 2011–12   | Oberliga Südwest     | V        | 1º ↑   |
| 2012–13   | Regionalliga Südwest | IV       | 14º    |
| 2013–14   |                      |          |        |

- Con la introducción de las Regionalligas en 1994 y de la 3. Liga en 2008 como el nuevo tercer nivel por detrás de la 2. Bundesliga, todas las ligas bajaron un nivel. En el 2012, las Regionalligas pasaron de 3 a 5 con los equipos de la Regionalliga West provenientes de Saarland y Rhineland-Palatinate ingreasando a la nueva Regionalliga Südwest.